# Reekse Heide
De Reekse Heide of Reeksche Heide is een natuurgebied van 465 ha dat zich bevindt tussen Schaijk, Reek, Velp en Langenboom. Het is eigendom van de gemeente Maashorst en in gebruik bij het Nederlandse Ministerie van Defensie. Aansluitend naar het oosten liggen de Reekse Bergen.
Het was in 1850 reeds in gebruik als een militair oefenterrein en schietterrein voor het in Grave gelegerde garnizoen. De stuifduinen werden als kogelvangers gebruikt. Ook momenteel is het gebied als zodanig in gebruik. Een groot deel van het terrein is dan ook omheind. Het gedeelte dat niet omheind is, is toegankelijk met de restrictie dat het om militair oefenterrein gaat. Op het omheinde gedeelte zijn een aantal gebouwencomplexen en bijbehorende infrastructuur aangelegd.
De Reekse Bergen zijn vrij toegankelijk en geen militair terrein. 
De Reekse heide bestaat voornamelijk uit voormalig stuifzandgebied, grotendeels met naaldhout beplant en nog enkele heiderestanten bevattend. De beplanting dateert uit het begin van de 20e eeuw.
Waterlopen direct ten oosten van de Reekse Bergen zijn: De Halse Beek en de Hoge Raam, die ijzerhoudend kwelwater van de Peelhorst afvoeren naar de Graafse Raam.
Naar het oosten gaat het gebied over in het gebied Langenboom en naar het westen in de Mineursberg, de Gaalse Heide en het Natuurpark Maashorst.